# Bactris coloradonis
Bactris coloradonis es una especie de palma perteneciente a la familia de las arecáceas. Es originaria de América tropical donde se distribuye por Costa Rica, Nicaragua, Panamá, Colombia y Ecuador.

## Descripción
Tiene los tallos cespitosos o solitarios, de 1.5–10 m de alto y 3–8 cm de diámetro, con entrenudos espinosos. Las hojas 2–6; pinnas 17–38 a cada lado (o las hojas muy rara vez simples), linear-lanceoladas, patentes en el mismo o en diferentes planos, las medias 21–86 cm de largo y 3–7 cm de ancho, generalmente con espinas en los márgenes, generalmente con nervios transversales conspicuos, raquis de 90–210 cm de largo; vaina, pecíolo y raquis blanquecino-tomentosos, densamente cubiertos con espinas hasta 8.5 cm de largo, negras. Las inflorescencias con bráctea peduncular escasa a densamente cubierta de espinas hasta 1 cm de largo, cafés o negras; raquillas 20–51, tríades irregularmente arregladas entre las flores estaminadas en pares o solitarias. Frutos ampliamente obovoides, hasta 1.5 (–2.5) cm de largo y 1.4–1.5 (–2) cm de diámetro, rojo-anaranjados.

## Distribución y hábitat
Es una especie rara, se encuentra en bosques siempreverdes de la zona atlántica a una altitud de 10–40 metros en Nicaragua hasta el  oeste de Ecuador.

## Taxonomía
Bactris coloradonis  fue descrita por H.Wendl. ex Burret y publicado en Repertorium Specierum Novarum Regni Vegetabilis 34: 217. 1934.
Etimología
Ver: Bactris
Sinonimia
- Bactris porschiana Burret, Ann. Naturhist. Mus. Wien 46: 229 (1933).[2]